# Boston Society of Film Critics Awards za nejlepšího režiséra
Boston Society of Film Critics Awards za nejlepšího režiséra je jedna z kategorií na každoročním předávání cen, které udílí Boston Society of Film Critics.

## Vítězové

### 1980–1989
| Rok  | Vítěz                            | Název filmu               |
| ---- | -------------------------------- | ------------------------- |
| 1980 | Roman Polanski                   | Tess                      |
| 1981 | Steven Spielberg                 | Dobyvatelé ztracené archy |
| 1982 | Steven Spielberg                 | E.T. – Mimozemšťan        |
| 1983 | Paolo Taviani a Vittorio Taviani | Noc svatého Vavřince      |
| 1984 | Bertrand Tavernier               | A Sunday in the Country   |
| 1985 | John Huston                      | Čest rodiny Prizziů       |
| 1986 | David Lynch                      | Modrý samet               |
| 1986 | Oliver Stone                     | Četa                      |
| 1987 | Stanley Kubrick                  | Olověná vesta             |
| 1988 | Stephen Frears                   | Nebezpečné známosti       |
| 1989 | Woody Allen                      | Zločiny a poklesky        |

### 1990–1999
| Rok  | Vítěz             | Název filmu                       |
| ---- | ----------------- | --------------------------------- |
| 1990 | Martin Scorsese   | Mafiáni                           |
| 1991 | Jonathan Demme    | Mlčení jehňátek                   |
| 1992 | Robert Altman     | Hráč                              |
| 1993 | Steven Spielberg  | Schindlerův seznam                |
| 1994 | Quentin Tarantino | Pulp Fiction: Historky z podsvětí |
| 1995 | Ang Lee           | Rozum a city                      |
| 1996 | Mike Leigh        | Tajnosti a lži                    |
| 1997 | Curtis Hanson     | L. A. – Přísně tajné              |
| 1998 | John Boorman      | Frigo na mašině                   |
| 1999 | David O. Russell  | Tři králové                       |

### 2000–2009
| Rok  | Vítěz              | Název filmu         |
| ---- | ------------------ | ------------------- |
| 2000 | Cameron Crowe      | Na pokraji slávy    |
| 2001 | David Lynch        | Mulholland Drive    |
| 2002 | Roman Polanski     | Pianista            |
| 2003 | Sofia Coppola      | Ztraceno v překladu |
| 2004 | Zhang Yimou        | Klan létajících dýk |
| 2005 | Ang Lee            | Zkrocená hora       |
| 2006 | Martin Scorsese    | Skrytá identita     |
| 2007 | Julian Schnabel    | Skafandr a motýl    |
| 2008 | Gus Van Sant       | Milk                |
| 2008 | Gus Van Sant       | Paranoid Park       |
| 2009 | Kathryn Bigelowová | Smrt čeká všude     |

### 2010–2016
| Rok  | Vítěz                | Název filmu             |
| ---- | -------------------- | ----------------------- |
| 2010 | David Fincher        | The Social Network      |
| 2011 | Martin Scorsese      | Hugo a jeho velký objev |
| 2012 | Kathryn Bigelowová   | 30 minut po půlnoci     |
| 2013 | Steve McQueen        | 12 let v řetězech       |
| 2014 | Richard Linklater    | Chlapectví              |
| 2015 | Todd Haynes          | Carol                   |
| 2016 | Damien Chazelle      | La La Land              |
| 2017 | Paul Thomas Anderson | Nit z přízraků          |
| 2018 | Lynne Ramsay         | Nikdys nebyl            |
| 2019 | Pong Čun-ho          | Parazit                 |